# Оганисян, Санасар Размикович
Санаса́р Разми́кович Оганися́н (арм. Սանասար Ռազմիկի Հովհաննիսյան; род. 5 февраля 1960, Москва) — советский борец вольного стиля, Олимпийский чемпион, Заслуженный мастер спорта СССР (1980). Самый молодой советский борец вольного стиля, ставший олимпийским чемпионом.

## Биография
Санасар Оганисян родился в 1960 году в Москве. Воспитанник заслуженного тренера РСФСР Отари Квантришвили. В 1978 году выиграл чемпионат Европы среди юниоров, в 1979 году — чемпионат мира среди юниоров, а в 1980 году — чемпионат Европы. Мастер спорта СССР (1976), мастер спорта СССР международного класса (1978).
Обучался в Московской физико-математической школе №444 и выпустился из нее в 1977 году.
На Летних Олимпийских играх 1980 года в Москве боролся в весовой категории до 90 кг.
В схватках:
- в первом круге участия не принимал;
- во втором круге на 9-й минуте выиграл у Рафаэля Гомеса (Куба) ввиду дисквалификации противника;
- в третьем круге по баллам со счётом 12-6 выиграл у Ивана Гинова (Болгария);
- в четвёртом круге в схватке с Уве Нойпертом (ГДР) при счёте 9-9 по решению судей победа была отдана Оганисяну;
- в пятом круге на 5-й минуте тушировал Дашдоржийна Цэрэнтогтоха (Монголия);
- в шестом круге участия не принимал;
- в седьмом круге по баллам со счётом 9-3 выиграл у Александра Цихоня (Польша) и стал чемпионом Олимпийских игр[1]

Выступал за «Спартак» (Москва), с 1981 года выступал с серьёзной травмой спины. Чемпион мира (1981), обладатель Кубка мира (1981), чемпион Европы (1986), серебряный призёр Кубка мира (1987, 1989), чемпион СССР (1981, 1989), серебряный призёр чемпионата СССР (1980, 1982, 1984, 1988), бронзовый призёр чемпионата СССР (1986).
Окончил Московский инженерно-строительный институт.
Младшим братом Санасара Оганисяна является Гор Чахал, известный художник.

## Видео
- Матчевая встреча СССР-США г. Ереван, 1987 год, вольная борьба, 100 кг: Санасар Оганисян (СССР) — Уильям Шерр (США) Архивная копия от 16 сентября 2021 на Wayback Machine